# Shito, Shūrai
"Shito, Shūrai" (使徒、襲来) é o primeiro episódio da série anime Neon Genesis Evangelion, criado pela Gainax. O episódio foi escrito pelo diretor da série Hideaki Anno e dirigido por Kazuya Tsurumaki. Foi originalmente exibido na TV Tokyo em 4 de outubro de 1995. A série se passa na futurística cidade de Tokyo-3 quinze anos após um cataclismo chamado de Segundo Impacto. O protagonista Shinji Ikari, um adolecente que é recrutado para a organização Nerv para pilotar mechas biomecânicos gigantes chamadas Evangelions para combater seres chamados Anjos. No episódio, Tokyo-3 é atacada pelo Anjo Sachiel, que luta contra o exército das Nações Unidas e a Forças Estratégicas de Autodefesa do Japão. Gendo convoca Shinji pela primeira vez e Shinji aceita relutantemente pilotar o mecha.
A produção de "Shito, Shūrai" começou em setembro de 1994 e terminou em abril de 1995. O epispodio foi influenciado pelo tokusatsu japonês,  e faz referências a outras séries mecha e obras anteriores da Gainax. Teve uma participação de audiência de 6,8% na televisão japonesa e foi aclamado pelo público e crítica, sendo elogiado por seus visuais, direção e apresentação de personagens.

## Enredo
Gendo Ikari, comandante de uma agência especial chamada NERV, convocou seu filho Shinji Ikari para a cidade de Tokyo-3. Sachiel, o terceiro em uma série de seres inimigos misteriosos conhecidos como Anjos, aproxima-se de uma cidade japonesa por baixo d'água enquanto um batalhão de tanques e aeronaves da Forças Estratégicas de Autodefesa do Japão o espera no litoral. Shinji chegou na cidade a pouco tempo, porém não procurou abrigo por estar esperando Misato Katsuragi, a chefe do departamento militar da NERV, que deveria ir buscá-lo. As Forças Estratégicas de Autodefesa do Japão começam o ataque contra Sachiel usando mísseis. Shinji é quase morto na batalha, porém é resgatado no último momento por Misato, que chega de carro.
As Forças Estratégicas de Autodefesa do Japão, admitem sua ineficiência, e transferem a responsabilidade de derrotá-lo a Gando e a NERV. Noutro local, Shinji e Misato descem abaixo da superfície e ele levado para o hangar de um mecha gigante chamado de Evangelion, onde lhe é mostrado a Unidade 01, o primeiro modelo da série Eva. Gendo aparece e lhe informa que foi chamado para pilotar a Unidade 01 em uma batalha contra o Anjo. Shinji confronta seu pai e protesta o tratamento que recebeu, acreditando que não tem chance em realizar a tarefa, mas Gendo diz para ele pilotar o mecha ou ir embora. Shinji inicialmente se nega e Gendo envia sua outra piloto, Rei Ayanami, que é seriamente ferida no confronto. Shinji concorda em pilotar o Evangelion depois de ver os ferimentos de Rei. A Unidade 01 é então lançada até a superfície diante de Sachiel.

## Produção

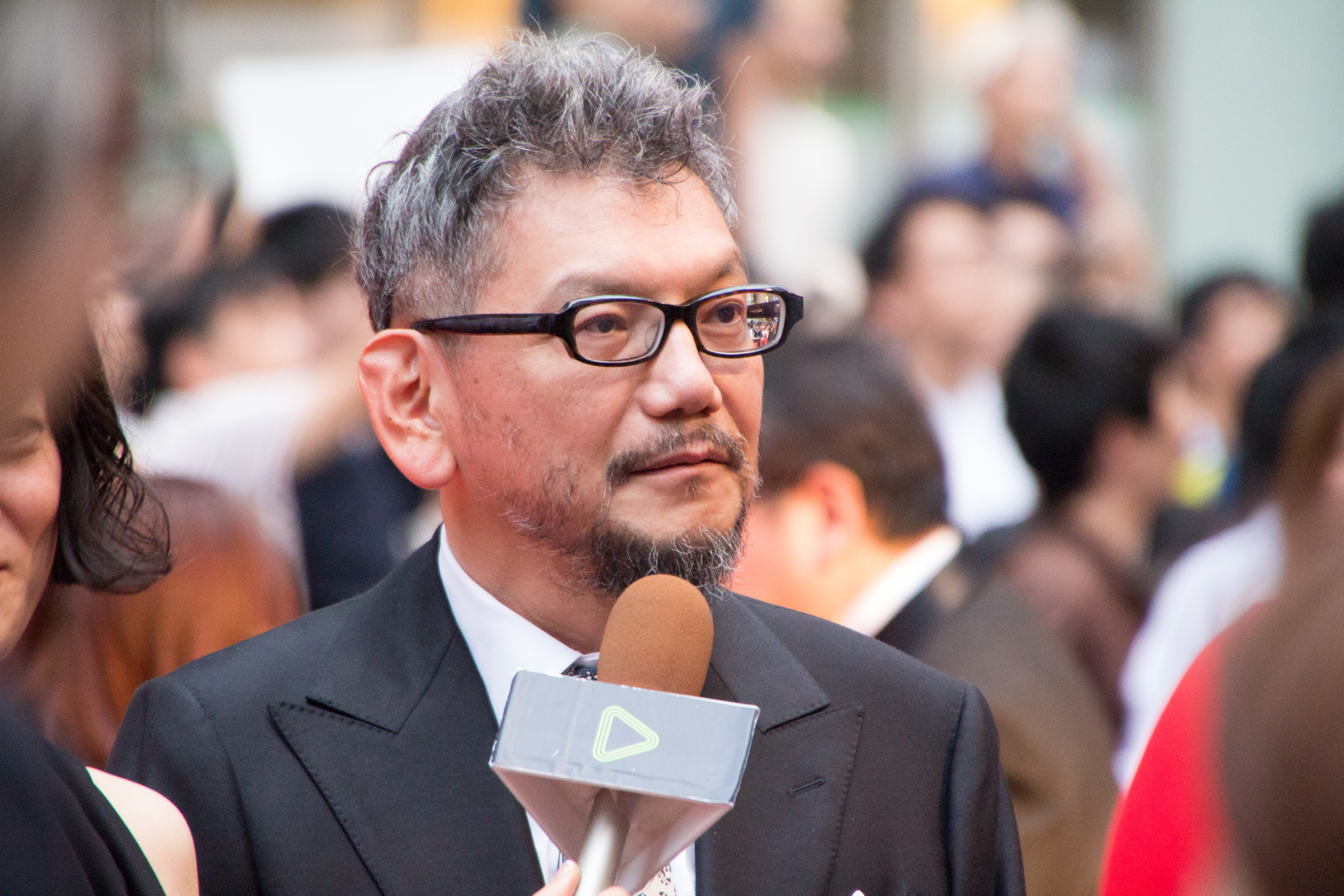
Hideaki Anno, criador, diretor e roteirista de Neon Genesis Evangelion

O estúdio de animação Gainax começou a planejar a produção de Neon Genesis Evangelion em julho de 1993. A primeira reunião interna sobre a série aconteceu no estúdio em 20 de setembro de 1993, porém a produção dos dois primeiros episódios só começou em setembro de 1994, um ano depois da primeira reunião, e durou meses. Aprodução foi lenta, segundo o diretor de Evangelion, Hideaki Anno, o roteiro do primeiro episódio demorou seis meses para ser finalizado. Kazuya Tsurumaki, assistente diretor da série, dirigiu "Shito, Shūrai"; Anno e Masayuki desenharam os storyboards do episódio, assistiram-no, enquanto que Shunji Suzuki atuou como animador chefe. Yoshitō Asari, Seiji Kio e Yū Imakake trabalhou como designer de personagem assistente.
Gainax descidiu o enredo basico para "Shito, Shūrai" em 1993, quando foi publicada o documento de apresentação de Neon Genesis Evangelion entitulado Proposta de Evangelion do Novo Século (nome provisório) (新世紀エヴァンゲリオン (仮) 企画書, Shinseiki Evangelion (kari) kikakusho). No primeiro rascunho, o título do episódio era "Reunião de Pessoas" (再会する人々, Saikai Duru Hitobito). O episódio começaria com Shinji em um trem, que seria interrompido por uma batalha entre o Eva 00 de Rei Ayanami com um anjo chamado Raziel; este desapareceria em um lago e a danificada Unidade 00 voltaria para a base da NERV. O início de uma batalha entre Raziel e uma Unidade 01 descontrolada também foi planejada, porém acabou transferida para o segundo episódio. A produção de "Shito, Shūrai" terminou oficialmente em abril de 1995, com o segundo episódio sendo finalizado no mês seguinte. As sessões de dublagem começaram em 27 de março, seis meses antes da data de estreia planejada para a série. Os dois primeiros episódios foram exibidos para uma plateia de duzentas pessoas no segundo festival da Gainax em 22 e 23 de julho de 1995 em Itako, Ibaraki, alguns meses antes de sua transmissão oficial. Segundo Yasuhiro Takeda, co-fundador da Gainax, os trabalhos ainda estavam em estágios iniciais, já que "a sequência de abertura além de outros elementos ainda não estavam totalmente prontos, assim a exibição mostrou apenas os episódios brutos".
Miki Nagasawa, Megumi Hayashibara, Akiko Hiramatsu, Takehito Koyasu, e Takashi Nagasako interpretaram diversos anúncios e personagens sem nome em "Shito, Shūrai", enquanto que Tomomichi Nishimura, Hidenari Ugaki e Hiroshi Naka dublaram os três soldados que conversam com Gendo nas primeiras cenas.